# Grotte de Coliboaia
La grotte de Coliboaia est une grotte ornée située en Roumanie. En 2010, elle a livré des œuvres d'art pariétal du début du Paléolithique supérieur, datées de 36 000 ans avant le présent (AP), sans équivalent connu jusqu'alors en Europe orientale.

## Localisation
La grotte se trouve dans l’ouest de la Roumanie, dans le județ de Bihor, dans la vallée de Sighistel, à 5 km en amont du village du même nom.

## Description
L'entrée de la grotte de Coliboaia a une forme triangulaire avec une hauteur d'environ 2 m, à la base d'une paroi rocheuse. Après l'entrée, la galerie descend jusqu'à une rivière souterraine qui traverse toute la grotte. Elle comprend une série de voûtes mouillantes formant régulièrement des siphons lorsque le niveau des eaux souterraines s'élève. La longueur totale de la grotte est de 750 m.
La paroi ornée se situe dans le dernier tiers de la grotte, dont les parois sont ornées de nombreux spéléothèmes (stalactites, stalagmites, etc.).

## Peintures pariétales
Les peintures ont été découvertes en 2010 par des spéléologues roumains (Tudor Rus, Mihai Besesek, Valentin Alexandru Radu, Roxana Laura Țociu, Marius Kenesz) qui ont fait appel à des préhistoriens, des paléontologues et des spéléologues français pour les authentifier, notamment Jean Clottes, Marcel Meyssonnier, Valérie Plichon, Michel Philippe, Françoise Prudhomme et Bernard Gély. Des indications stylistiques ont conduit les spécialistes à considérer les œuvres pariétales comme un ensemble homogène et relativement ancien (début du Paléolithique supérieur). Des datations par le carbone 14 sont depuis venues confirmer cette ancienneté : elles ont donné des dates de 27 870 ± 250 ans BP soit 31 450/32 820 ans avant le présent en âge calibré pour une figure animale et 31 640 ± 390 ans BP, soit 35 120/36 780 ans avant le présent en âge calibré pour un charbon prélevé sous le même dessin. La grotte a donc pu être fréquentée à différentes reprises sur environ 4 000 ans ou bien l'échantillon le plus jeune a pu être légèrement contaminé, auquel cas l'ensemble pariétal daterait globalement de l'Aurignacien.
Les œuvres comprennent des peintures noires d'animaux, dont un bison, un cheval ou un félin, une ou deux têtes d'ours et deux rhinocéros. Il y a aussi plusieurs gravures. De nombreux ossements d'ours des cavernes sont présents sur le sol. Durant leur séjour dans la grotte, les ours se sont frottés sur les parois jusqu'à polir (polis d'ours) certaines zones présentant des peintures, confirmant ainsi leur authenticité.
Compte tenu des difficultés d'accès et des impératifs de préservation, les peintures pariétales de Coliboaia ne sont pas visibles par le grand public.